# Matti Schreck

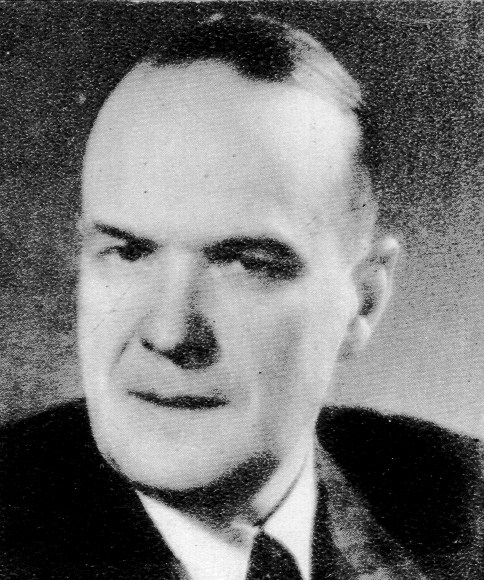
Matti Schreck.

Georg Mathias "Matti" Schreck, född 19 december 1897 i Tammerfors, död 19 oktober 1946 i Helsingfors, var en finländsk bankchef och verkställande direktör för Suomi-Filmi 1936–1945. Han var son till arkitekten Georg Schreck.
Schreck utexaminerades som domare 1921 och var från år 1929 chef för länsbankens kontor i Tammerfors. När banken fusionerades till Kansallis-Osake-Pankki 1933 blev Schreck KOP:s notariatsavdelningschef i Helsingfors. Schreck hade vid tiden blivit en känd banktjänsteman i Tammerfors och när Suomi-Filmis ekonomi var på nedgång kallades han in för att hjälpa till. Han och Väinö Mäkelä ansåg att bolaget borde fortsätta sin produktion och Schreck valdes till företagets nye VD och lät välja sig själv till ordförande i bolagsstyrelsen. Suomi-Filmis övriga stora personligheter var vid tiden produktionschefen Risto Orko och vice VD:n  Nils Dahlström.
Matti Schreck verkade även som ordförande i Finlands biografförbund 1937–1942 och Finlands filmförbund 1942–1944. Dahlström lämnade Suomi-Filmi 1940 och han följdes fem år senare av Schreck. Schrecks dotter var Tuulikki Schreck, som har verkat som barnskådespelare i fyra filmer, utgivna av Suomi-Filmi 1938–1940.